# Nidoking
Nidoking is een Pokémon uit de Kanto-regio. Hij is van de types Gif en Grond. Je kunt hem vangen in Kanto, Johto, Hoenn en Kalos.
Nidoking kan aanvallen leren van veel verschillende types. Zo heeft hij een aanaval van het Insecttype (Megahorn), van het Vliegtype (Peck), van het Vechttype (Double Kick) en van de types Grond en Gif.
Nidoking is geëvolueerd van Nidorino met een maansteen, en die is weer geëvolueerd van Nidoran♂ op level 16. Dit betekent dat Nidoking minimaal level 16 is.